# Парсберг
Парсберг (нем. Parsberg) — город и городская община в Германии, в земле Бавария. 
Подчинён административному округу Верхний Пфальц. Входит в состав района Ноймаркт-ин-дер-Оберпфальц.  Население составляет 6583 человека (на 31 декабря 2010 года). Занимает площадь 57,00 км². Официальный код  —  09 3 73 151.
В городе расположен замок Парсберг.
Город подразделяется на 8 городских районов.

## Население
По оценке на 31 декабря 2015 года население общины Парсберг составляет 6771 чел. 

| Дата      | 1840 | 1871 | 1900 | 1925 | 1939 | 1950 | 1961 | 1970 | 1987 | 2011 |
| --------- | ---- | ---- | ---- | ---- | ---- | ---- | ---- | ---- | ---- | ---- |
| Население | 2135 | 3154 | 2935 | 3166 | 3396 | 4525 | 4678 | 5369 | 5619 | 6480 |

| Год       | 1960 | 1970 | 1980 | 1990 | 2000 | 2009 | 2010 | 2011 | 2012 | 2013 | 2014 | 2015 |
| --------- | ---- | ---- | ---- | ---- | ---- | ---- | ---- | ---- | ---- | ---- | ---- | ---- |
| Население | 4404 | 5444 | 5469 | 5849 | 6584 | 6601 | 6583 | 6569 | 6593 | 6630 | 6731 | 6771 |